# Параллельно-последовательный граф

Операции последовательного и параллельного соединения в последовательно-параллельных графах.

В теории графов параллельно-последовательные графы — это графы с двумя различными вершинами, которые называются терминальными, образованные рекурсивно с помощью двух простых операций. Эти графы могут быть использованы для моделирования последовательного и параллельного соединения электрических цепей.

## Определение и терминология
В данном контексте понятие граф подразумевает мультиграф.
Существует несколько способов определения параллельно-последовательных графов. Следующее определение, в основном, базируется на определении Дэвида Эппштейна.
Графом с одной терминальной парой (ОТП) называется граф, у которого помечены две различные вершины s и t, называемые источником и стоком соответственно.
Параллельное соединение Pc = Pc(X,Y) двух непересекающихся ОТП графов X и Y — это граф с одной терминальной парой, созданный объединением графов X и Y при помощи слияния источников X и Y с образованием источника Pc и слиянием стоков X и Y с образованием стока графа Pc.
Последовательное соединение Sc = Sc(X,Y) двух непересекающихся ОТП графов X и Y — это ОТП-граф, созданный объединением графов X и Y путём слияния стока X с источником Y. Источник графа X становится источником Sc, а сток графа Y становится стоком Sc.
Параллельно-последовательный граф с одной терминальной парой (ППОТП граф) — это граф, который может быть получен в результате последовательных и параллельных соединений множества копий однорёберных графов K2 с назначенными терминальными вершинами.
Определение 1. Граф называется последовательно-параллельным, если он ППОТП и две его вершины помечены как источник и сток.
Аналогичным образом можно определить последовательно-параллельные орграфы, которые строятся из копий ориентированных графов с одной дугой, и в этом случае дуга направлена из источника в сток.

### Альтернативное определение
Следующее определение даёт тот же класс графов.
Определение 2. Граф является последовательно-параллельным, если он может быть преобразован в граф K2 с помощью последовательности следующих операций:
- Заменяем пару параллельных рёбер одним ребром, сохраняя общие конечные вершины
- Заменяем пару рёбер, инцидентных ребру степени 2 одним ребром.

## Свойства
Любой параллельно-последовательный граф имеет древесную ширину и ширину ветвления, не превосходящие 2. В действительности граф имеет древесную ширину не более 2 тогда и только тогда, когда он имеет ширину ветвления максимум 2, а также тогда и только тогда, когда любая двусвязная компонента является параллельно-последовательным графом. Максимальные параллельно-последовательные графы, графы, к которым нельзя добавить дополнительные рёбра без разрушения последовательно-параллельной структуры, — это в точности 2-деревья.
Параллельно-последовательные графы характеризуются отсутствием подграфа, гомеоморфного графу K4.
Параллельно-последовательные графы могут быть охарактеризованы их ушным разложением.

## Исследования, вовлекающие параллельно-последовательные графы
Параллельно-последовательные графы могут быть распознаны за линейное время и их параллельно-последовательные разложения могут быть построены также за линейное время.
Кроме моделирования некоторых типов электрических цепей, эти графы представляют интерес в теории вычислительной сложности, поскольку много стандартных задач на графах решаются в линейное время на ОТП-графах, включая поиск максимального паросочетания, максимального независимого множества, минимального доминирующего множества и гамильтонова дополнения. Некоторые из этих задач для графов общего вида NP-полны. Причиной этого является факт, что если ответы для этих задач известны для двух параллельно-последовательных графов, то можно быстро найти ответ для их последовательных и параллельных соединений.
Задача о последовательно-параллельных графах относится к вопросу перечисления графов и спрашивает о числе параллельно-последовательных графов, которые могут быть образованы из заданного числа рёбер.

## Обобщения
Обобщённые параллельно-последовательные графы  (ОПП-графы) — это обобщение параллельно-последовательных графов, при котором графы имеют ту же алгоритмическую эффективность для упомянутых задач. Класс ОПП-графов включает параллельно-последовательные графы и внешнепланарные графы.
ОПП-графы могут быть определены добавлением в Определение 2 третьей операции удаления висящих вершин (вершин степени 1). Таким же образом к Определению 1 можно добавить следующую операциию.
- Слияние источников S = M(X,Y) двух ОТП-графов X и Y — это ОТП-граф, созданный из непересекающихся графов X и Y путём слияния источника X с источником Y. Источник и сток графа X становится источником и стоком P соответственно.

SPQR дерево — это структура, которая может быть определена для произвольного вершинно 2-связного графа. Структура имеет S узлов, аналогичных последовательному соединению в параллельно-последовательных графах, P узлов, аналогичных параллельному соединению параллельно-последовательных графов и R узлов, которые не соответствуют операциям параллельно-последовательных графов. 2-связный граф является параллельно-последовательным тогда и только тогда, когда нет R узлов в дереве SPQR.